# Río Ibáñez
 Coordenadas : orientação de longitude inválida, deve ser "E" ou "W"
Río Ibáñez, é uma comuna do Chile, localizada na Província de General Carrera, Região de Aisén.
As localidades mais importantes da comuna são: Puerto Ingeniero Ibáñez, onde está instalada a sede do Município; Villa Cerro Castillo, Bahía Murta, Puerto Eulogio Sánchez e Puerto Río Tranquilo.
A comuna limita-se: a norte com Coihaique; a oeste com Aisén; a leste com a República da Argentina; e a sul com Chile Chico.
Suas principais atividades econômicas são a pecuária, agricultura e o turismo. Dentre seus principais atrativos naturais está a capela de mármore em Río Tranquilo, o glaciar exploradores, o Cerro Castillo, o salto do Río Ibáñez e a lagoa La Pollolla, que se destaca pelas diversas espécies de aves que se fazem presentes nas diferentes épocas do ano.
Destacam-se também suas atividades culturais, como o Festival Folclórico de Cerro Castillo "Rescatando Tradiciones" e o Festival Internacional de gineteadas em Puerto Ibáñez, ambos eventos realizados durante o verão.
A principal via de acesso com o resto da região é a rodovia austral (Ruta CH-7), a qual liga a comuna com Coihaique, distante 108 km, trecho completamente asfaltado. Também a partir do porto é possível navegar até Chile Chico, a maioria do transporte de minério obtido nas minas Cerro Bayo e Laguna Verde é transportado por esta via.

## Etimologia
"Rio Ibañez" provêm do nome do rio homónimo: de Cornélio Ibáñez, prospector de minerais que desapareceu nesta zona nos anos 1920.

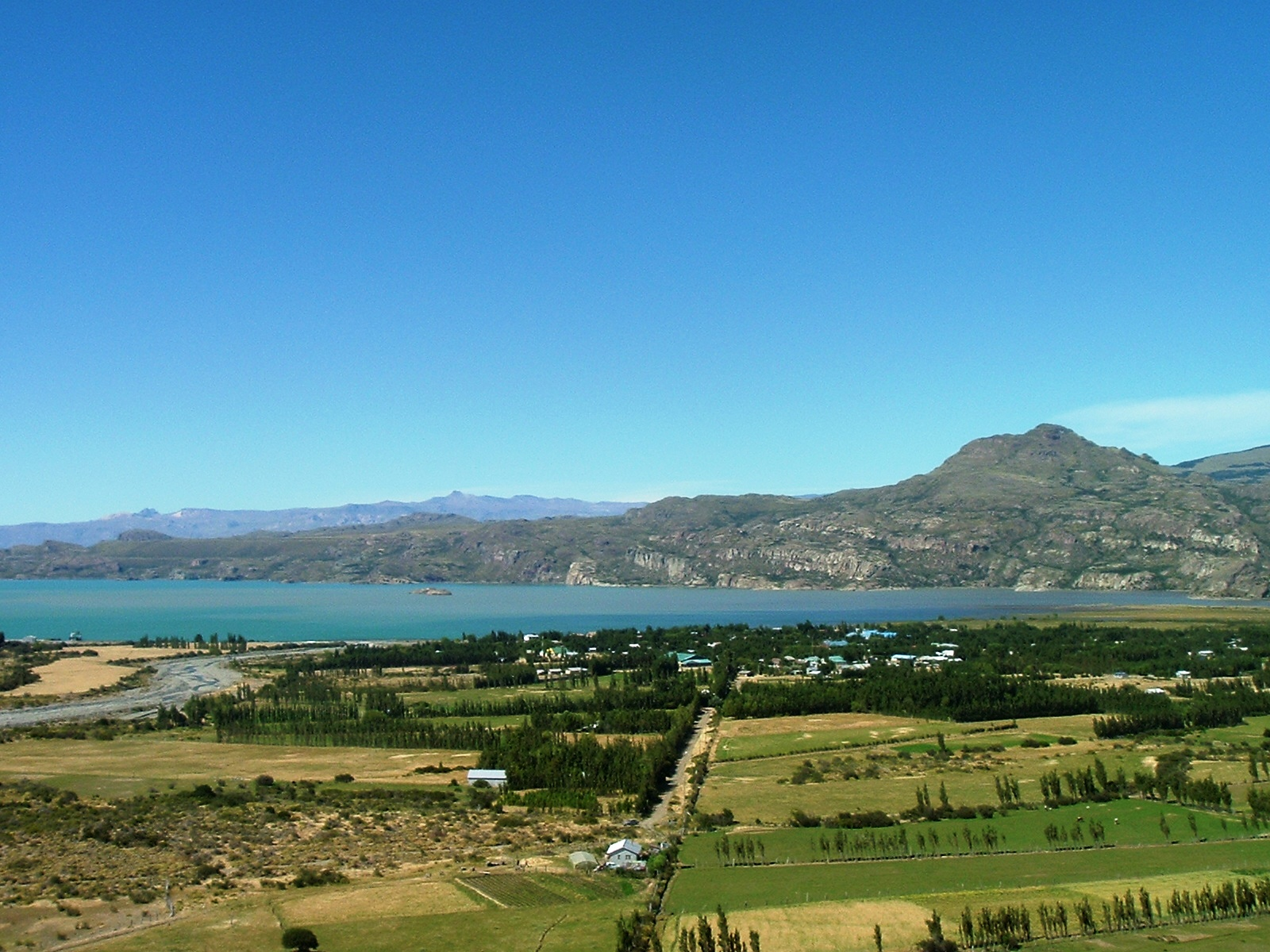
A localidade de Puerto Ingeniero Ibáñez e o lago General Carrera